# Оулс-Гед (Мен)
Оулс-Гед (англ. Owls Head) — місто (англ. town) в США, в окрузі Нокс штату Мен. Населення — 1504 особи (2020).

## Демографія
Згідно з переписом 2010 року, у місті мешкало 1580 осіб у 737 домогосподарствах у складі 462 родин. Було 1060 помешкань
Расовий склад населення:
| - 97,7 % — білих - 0,4 % — чорних або афроамериканців - 0,2 % — азіатів - 0,1 % — корінних американців |

До двох чи більше рас належало 1,6 %. Частка іспаномовних становила 0,3 % від усіх жителів.
За віковим діапазоном населення розподілялося таким чином: 16,5 % — особи молодші 18 років, 58,5 % — особи у віці 18—64 років, 25,0 % — особи у віці 65 років та старші. Медіана віку мешканця становила 52,1 року. На 100 осіб жіночої статі у місті припадало 93,2 чоловіків;  на 100 жінок у віці від 18 років та старших — 93,8 чоловіків також старших 18 років.
Середній дохід на одне домашнє господарство  становив 77 112 долари США (медіана — 57 407), а середній дохід на одну сім'ю — 90 366 доларів (медіана — 71 071). Медіана доходів становила 51 375 доларів для чоловіків та 32 350 доларів для жінок. За межею бідності перебувало 10,2 % осіб, у тому числі 21,5 % дітей у віці до 18 років та 6,7 % осіб у віці 65 років та старших.
Цивільне працевлаштоване населення становило 760 осіб. Основні галузі зайнятості: освіта, охорона здоров'я та соціальна допомога — 22,5 %, мистецтво, розваги та відпочинок — 12,1 %, роздрібна торгівля — 12,0 %.